# Коронавірусна хвороба 2019 у Малаві
Епідемія коронавірусної хвороби 2019 у Малаві — це поширення пандемії коронавірусної хвороби 2019 на територію Малаві. Перший випадок хвороби в країні зареєстровано 2 квітня 2020 року в столиці країни Лілонгве. Випадки хвороби зареєстровані в усіх районах країни.

## Хронологія

### Квітень 2020 року
2 квітня 2020 року президент країни Пітер Мутаріка повідомив про виявлення перших 3 випадків коронавірусної хвороби в країні. Ці випадки зареєстровані в малавійки азійського походження, який повернувся з Індії, її родича та їх хатньої служниці.
Четвертий випадок в країні підтверджений 4 квітня, хворобу виявлено в особи, яка нещодавно повернулася з Великої Британії. П'ятий випадок хвороби виявлено в жінки, яка повернулася з Великої Британії, та направлена в карантин за кілька тижнів до цього повідомлення. 7 квітня було оголошено, що вона одужала. Пізніше виявлено ще три випадки, загальна кількість виявлених хворих зросла до 8. Один з них виявлений у 34-річного чоловіка, який контактував з першим випадком, зареєстрованим 2 квітня, другий випадок у 28-річної жінки, яка повернулась з Великої Британії 19 березня, третій випадок зареєстрований у 30-річного чоловіка, який прибув з ПАР 16 березня. Протягом квітня в країні виявлено 37 випадків хвороби, померли 3 хворих, 7 хворих одужали, на кінець місяця в країні залишилось 27 активних випадків хвороби.

### Травень 2020 року
Протягом травня в країні зареєстровано 247 нових випадків, внаслідок чого загальна кількість випадків хвороби зросла до 284. Один хворий помер, збільшивши кількість померлих до 4. Кількість одужань зросла на 35 до 42, на кінець місяця в країні залишилось 238 активних випадків хвороби.

### Червень 2020 року
У червні було зареєстровано 940 нових випадків хвороби, внаслідок чого загальна кількість випадків хвороби зросла до 1224. Кількість померлих зросла до 14. Кількість одужань зросла на 218 до 260, на кінець місяця в країні залишилось 950 активних випадків хвороби.

### Липень 2020 року
У липні було зареєстровано 2854 нових випадків хвороби, загальна кількість підтверджених випадків зросла до 4078. Кількість померлих зросла на 100 до 114. Кількість одужань зросла на 1615 до 1875, на кінець місяця в країні залишилось 2089 активних випадків хвороби, кількість яких зросла на 120 % у порівнянні з кінцем червня.

### Серпень 2020 року
8 серпня показник одужання вперше перевищив 50 %. У серпні було зареєстровано 1488 нових випадків хвороби, загальна кількість підтверджених випадків зросла до 5566. Кількість померлих зросла до 175. На кінець місяця зареєстровано 2231 активний випадок хвороби.

### Вересень 2020 року
У вересні в країні зареєстровано 206 нових випадків хвороби, внаслідок чого загальна кількість випадків хвороби зросла до 5772. Кількість померлих зросла до 179. Кількість одужань зросла до 4245, на кінець місяця в країні залишилось 1348 активних випадків хвороби..

### Жовтень 2020 року
У жовтні в країні зареєстровано 158 нових випадків хвороби, внаслідок чого загальна кількість випадків хвороби зросла до 5930. Кількість померлих зросла до 184. Кількість одужань зросла до 5323, на кінець місяця в країні залишилось 423 активних випадків хвороби.
Значне збільшення рівня самогубств в країні (на 57 % за даними малавійської поліції) пояснюють економічним спадом, спричиненим пандемією коронавірусної хвороби.

### Листопад 2020 року
У листопаді в країні зареєстровано 98 нових випадків хвороби, внаслідок чого загальна кількість випадків хвороби зросла до 6028. Кількість померлих зросла до 185. Кількість одужань зросла до 5455, на кінець місяця в країні залишилось 388 активних випадків хвороби.

### Грудень 2020 року
У грудні в країні зареєстровано 555 нових випадків хвороби, загальна кількість випадків хвороби зросла до 6583. Кількість померлих зросла до 189. Кількість одужань зросла до 5705, на кінець місяця в країні залишилось 689 активних випадків хвороби. Серед жертв COVID-19 був 71-річний Тарсісіус Гервасіо Зіяє, архієпископ Римсько-католицької архієпархії Лілонгве з 2001 року.

### Січень 2021 року
18 січня в Малаві оголошений локдаун, вперше з початку пандемії. На той час у країні зареєстровано 12470 випадків хвороби та 314 смертей, за місяць кількість випадків зросла на 40 %.
У січні в країні зареєстровано 17380 нових випадків, унаслідок чого загальна кількість випадків хвороби в країні зросла до 23963. Кількість померлих зросла до 702. Кількість одужань зросла до 8615, на кінець місяця в країні залишилось 14646 активних випадків хвороби. Серед померлих були два міністри, Лінгсон Белеканяма та Сідік Міа, обидва померли від ускладнень коронавірусної хвороби 12 січня.

### Лютий-березень 2021 року
У лютому було зареєстровано 7982 нових випадки хвороби, що збільшило загальну кількість підтверджених випадків до 31945. Кількість померлих зросла до 1044. Кількість одужань зросла до 18874, на кінець місяця залишилось 12027 активних випадків хвороби.
Масова вакцинація почалася 11 березня, спочатку введено 360 тисячі доз вакцини AstraZeneca «Ковішелд».
У березні було 1606 нових випадків хвороби, що збільшило загальну кількість підтверджених випадків до 33551. Кількість померлих зросла до 1117. Кількість одужань зросла до 30272, на кінець місяця залишилось 2028 активних випадків хвороби. У березні було щеплено 134289 осіб.

### Квітень–червень 2021 року
14 квітня міністерство охорони здоров'я повідомило, що понад 16 тисяч доз вакцини «Ковішелд» буде знищено через закінчення терміну придатності.
У квітні було зареєстровано 527 нових випадків хвороби, загальна кількість підтверджених випадків зросла до 34078. Кількість померлих зросла до 1148. Кількість одужань зросла до 32051, на кінець місяця залишилось 879 активних випадків хвороби. У квітні було щеплено 161828 осіб, загальна кількість щеплень склала 296127.
У травні було 260 нових випадків хвороби, що збільшило загальну кількість підтверджених випадків до 34338. Кількість померлих зросла до 1155. Кількість одужань зросла до 32616, на кінець місяця залишилось 335 активних випадків хвороби. У травні щеплено 58991 особу, загальна кількість щеплень склала 355118.
У червні було 1788 нових випадків, що збільшило загальну кількість підтверджених випадків до 36126. Кількість померлих зросла до 1196. Кількість одужань зросла до 33169, на кінець місяця залишився 1761 активний випадок хвороби.

### Липень–вересень 2021 року
У липні було зареєстровано 16221 новий випадок хвороби, що збільшило загальну кількість підтверджених випадків до 52347. Кількість померлих зросла до 1635. Кількість одужань зросла до 38005, на кінець місяця залишилось 12475 активних випадків хвороби. Кількість повністю вакцинованих осіб склала 138154 особи.
У серпні було зареєстровано 8147 нових випадків хвороби, що збільшило загальну кількість підтверджених випадків до 60494. Кількість померлих зросла до 2177. Кількість одужань зросла до 49105, на кінець місяця залишилось 10212 активних випадків хвороби. Кількість повністю вакцинованих осіб склала 210692 особи.
У вересні було 1086 нових випадків хвороби, що збільшило загальну кількість підтверджених випадків до 61580. Кількість померлих зросла до 2282. Кількість одужань зросла до 55337, на кінець місяця залишився 3961 активний випадок хвороби. Кількість повністю вакцинованих осіб зросла більш ніж удвічі – до 496875 осіб.

### Жовтень–грудень 2021 року
У жовтні було зареєстровано 216 нових випадків хвороби, що довело загальну кількість підтверджених випадків до 61796. Кількість померлих зросла до 2301. Кількість одужань зросла до 57313, на кінець місяця залишилось 2182 активних випадки хвороби.
У листопаді було зареєстровано 120 нових випадків хвороби, що довело загальну кількість підтверджених випадків до 61916. Кількість померлих зросла до 2306. Кількість одужань зросла до 58807, на кінець місяця залишилось 803 активних випадки хвороби.
У грудні було зареєстровано 13159 нових випадків хвороби, що довело загальну кількість підтверджених випадків до 75075. Кількість померлих зросла до 2364. Кількість одужань зросла до 60145, на кінець місяця залишилось 12334 активних випадків хвороби. Моделювання, проведене регіональним бюро ВООЗ для Африки, показало, що через недостатнє звітування справжня сукупна кількість хворих до кінця 2021 року становила близько 8,6 мільйонів, тоді як справжня кількість смертей від COVID-19 становила близько 10493.

### Січень–березень 2022 року
У січні було 9400 нових випадків, що довело загальну кількість підтверджених випадків до 84475. Кількість померлих зросла до 2561. Кількість одужань зросла до 69332, на кінець місяця залишилось 12350 активних випадків хвороби.
У лютому було зареєстровано 853 нових випадки хвороби, що довело загальну кількість підтверджених випадків до 85328. Кількість померлих зросла до 2615. Кількість одужань зросла до 75578, на кінець місяця залишилось 7135 активних випадків хвороби.
У березні було зареєстровано 312 нових випадків хвороби, що довело загальну кількість підтверджених випадків до 85640. Кількість померлих зросла до 2626. Кількість одужань зросла до 80330, на кінець місяця залишилось 2684 активних випадків хвороби.

### Квітень–червень 2022 року
У квітні було зареєстровано 148 нових випадків хвороби, що довело загальну кількість підтверджених випадків до 85788. Кількість померлих зросла до 2634. Кількість одужань зросла до 82066, на кінець місяця залишився 1081 активний випадок хвороби.
У травні було зареєстровано 185 нових випадків хвороби, що довело загальну кількість підтверджених випадків до 85973. Кількість померлих зросла до 2640. Кількість одужань зросла до 82860, на кінець місяця залишилось 473 активних випадки хвороби.
У червні було зареєстровано 533 нових випадки хвороби, що довело загальну кількість підтверджених випадків до 86506. Кількість померлих зросла до 2645.

### Липень–вересень 2022 року
У липні було зареєстровано 904 нових випадки хвороби, що довело загальну кількість підтверджених випадків до 87410. Кількість смертей зросла до 2665. Кількість одужань зросла до 83869, на кінець місяця залишилось 876 активних випадків хвороби.
У серпні було зареєстровано 491 новий випадок хвороби, що довело загальну кількість підтверджених випадків до 87901. Кількість смертей зросла до 2678.
У вересні було зареєстровано 128 нових випадків хвороби, що довело загальну кількість підтверджених випадків до 88029. Кількість смертей зросла до 2682..

### Жовтень–грудень 2022 року
У жовтні загальну кількість підтверджених випадків було переглянуто до 87999 (через «постійне узгодження»). Кількість померлих зросла до 2683.
У листопаді загальна кількість підтверджених випадків зросла до 88079. Кількість смертей зросла до 2685.
У грудні загальна кількість підтверджених випадків зросла до 88164. Кількість померлих залишилася без змін.

### 2023 рік
У січні загальна кількість підтверджених випадків зросла до 88559. Кількість померлих зросла до 2686.
У лютому загальна кількість підтверджених випадків зросла до 88702. Кількість померлих залишилася без змін.

## Заходи уряду
Незважаючи на відсутність підтверджених випадків хвороби в країні до 2 квітня 2020 року, президент країни Пітер Мутаріка оголосив пандемію коронавірусної хвороби національною катастрофою. У країні запроваджено низку карантинних заходів, зокрема заборону зібрань понад 100 осіб на релігійних церемоніях, мітингах, весіллях та похованнях. Він також доручив закрити як державні, так і приватні навчальні заклади з 23 березня. Президент також закликав урядовців призупинити проведення міжнародних візитів, та заборонив державним службовцям відвідувати регіональні та міжнародні заходи. Президент також закликав мешканців країни та громадян, які повертаються із країн, уражених епідемією, знаходитись на карантині, як вдома, або в карантинних закладах.
Лише після того, як у квітні були виявлені перші чотири випадки хвороби, Мутаріка запровадив нові заходи, зокрема призупинення всіх офіційних зустрічей, зібрань та конференцій. Він також направив до міністерства національної безпеки, адміністрації місць ув'язнення та центрів для неповнолітніх, розпорядження представити перелік ув'язнених та неповнолітніх, які вчинили дрібні правопорушення, включаючи тих, які відбули значну частину покарання за злочини середньої тяжкості, з метою зменшення перенаселення в'язниць країни. Інші запроваджені заходи включали зниження цін на паливо, а також відмову від туристичного збору на підтримку туристичної галузі, включаючи відмову від податку на проживання з усіх іноземних лікарів та медичного персоналу. Казначейству пропонувалося протягом трьох місяців зменшити зарплату президента, уряду та заступників міністрів на 10 %, щоб перенаправити ресурси на боротьбу з коронавірусом. Управлінню доходів Малаві було доручено відкрити вікно добровільного дотримання податкових зобов'язань протягом шести місяців, щоб дозволити платникам податків із заборгованістю сплатити податкові зобов'язання. Президент також наказав забезпечити позмінну роботу установ, окрім закладів життєво необхідних галузей, щоб уникнути скупчення людей на робочому місті. 14 квітня президент заявив про введення локдауну на 21 день, починаючи з опівночі суботи 18 квітня. Проте 17 квітня верховний суд Малаві тимчасово заборонив уряду запроваджувати 21-денний локдаун за клопотанням коаліції правозахисників країни. Аргументом коаліції правозахисників було те, що необхідні додаткові консультації, щоб не спричинити шкоду найбіднішим та найуразливішим верствам суспільства після запровадження локдауну.